# Viogor
Viogor je naselje u općini Srebrenica, Republika Srpska, BiH.

## Stanovništvo
Nacionalni sastav stanovništva 1991. godine, bio je sljedeći:
ukupno: 131
- Srbi - 98
- Bošnjaci - 32
- ostali, neopredijeljeni i nepoznato - 1